# Beauvois-en-Vermandois
Beauvois-en-Vermandois é uma comuna francesa na região administrativa de Altos da França, no departamento de Aisne. Estende-se por uma área de 7,51 km². Em 2010 a comuna tinha 267 habitantes (densidade: 35,6 hab./km²).